# Characidium boavistae
Characidium boavistae är en fiskart som beskrevs av Steindachner, 1915. Characidium boavistae ingår i släktet Characidium och familjen Crenuchidae. Inga underarter finns listade i Catalogue of Life.